# Horst Meinardus

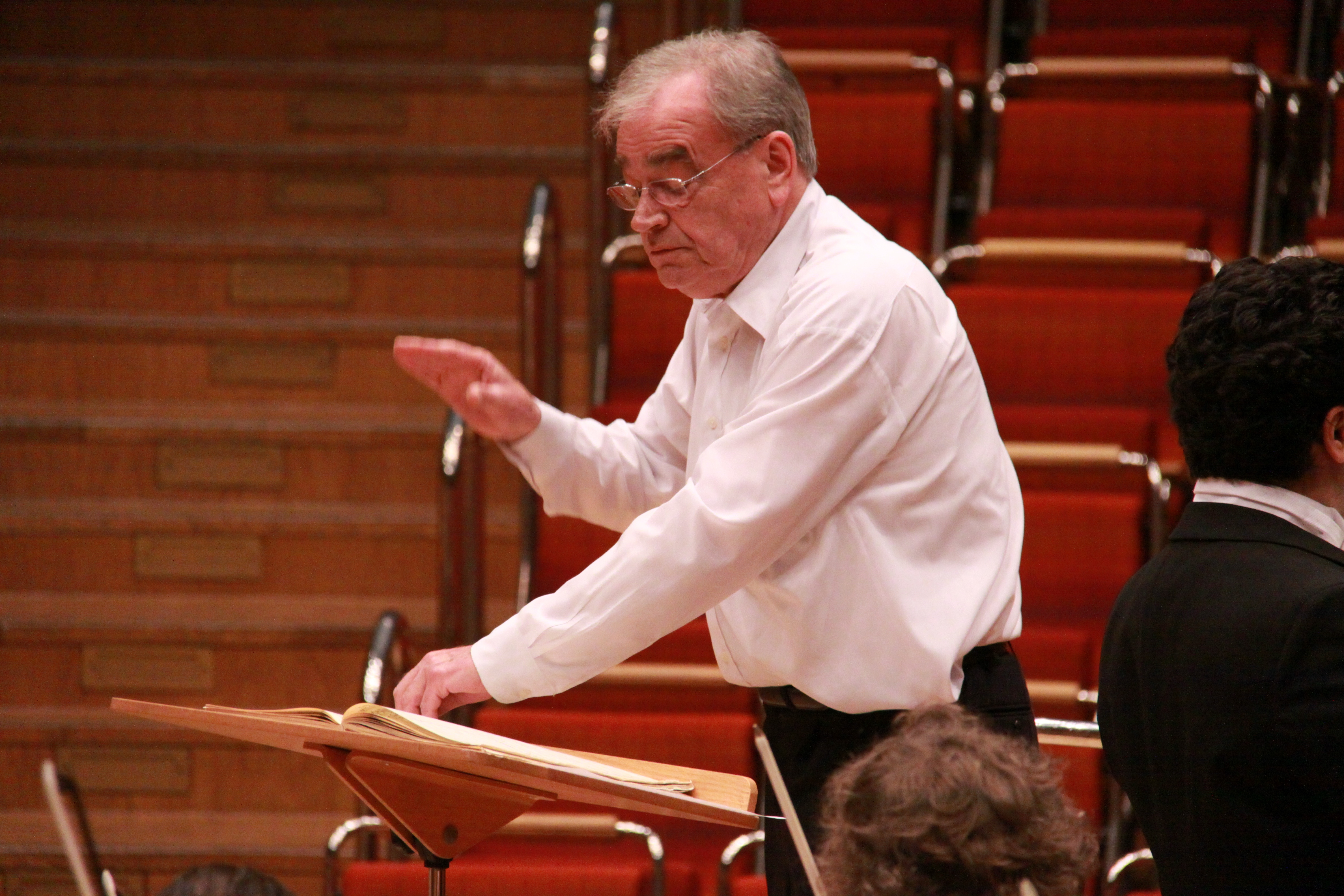
Horst Meinardus (2010)

Horst Meinardus (* 28. Mai 1941 in Köln) ist ein deutscher Chorleiter. Er begann seine berufliche Laufbahn nach dem Studium (u. a. auch bei Michael Schneider) in Köln als Kirchenmusiker und gleichzeitig als Dirigent eines Konzertchores in der Nähe von Bonn und erwarb sich schon bald Erfolge als Dirigent von Chorkonzerten. Große Anerkennung gewann er durch sein Wirken als Chordirektor an der Kölner Oper, deren Ensemble er von 1973 bis zum Ende der Spielzeit 2005/06 angehörte.
Nach kurzer Lehrtätigkeit am Robert-Schumann-Institut in Düsseldorf wurde Horst Meinardus 1978 Dozent an der Hochschule für Musik Köln. Er leitet die Opernchorschule und eine Klasse für Oratorien-Ensemble. Im Sommer 1999 erhielt Horst Meinardus den Ruf der Hochschule für Musik Köln auf eine Professur.

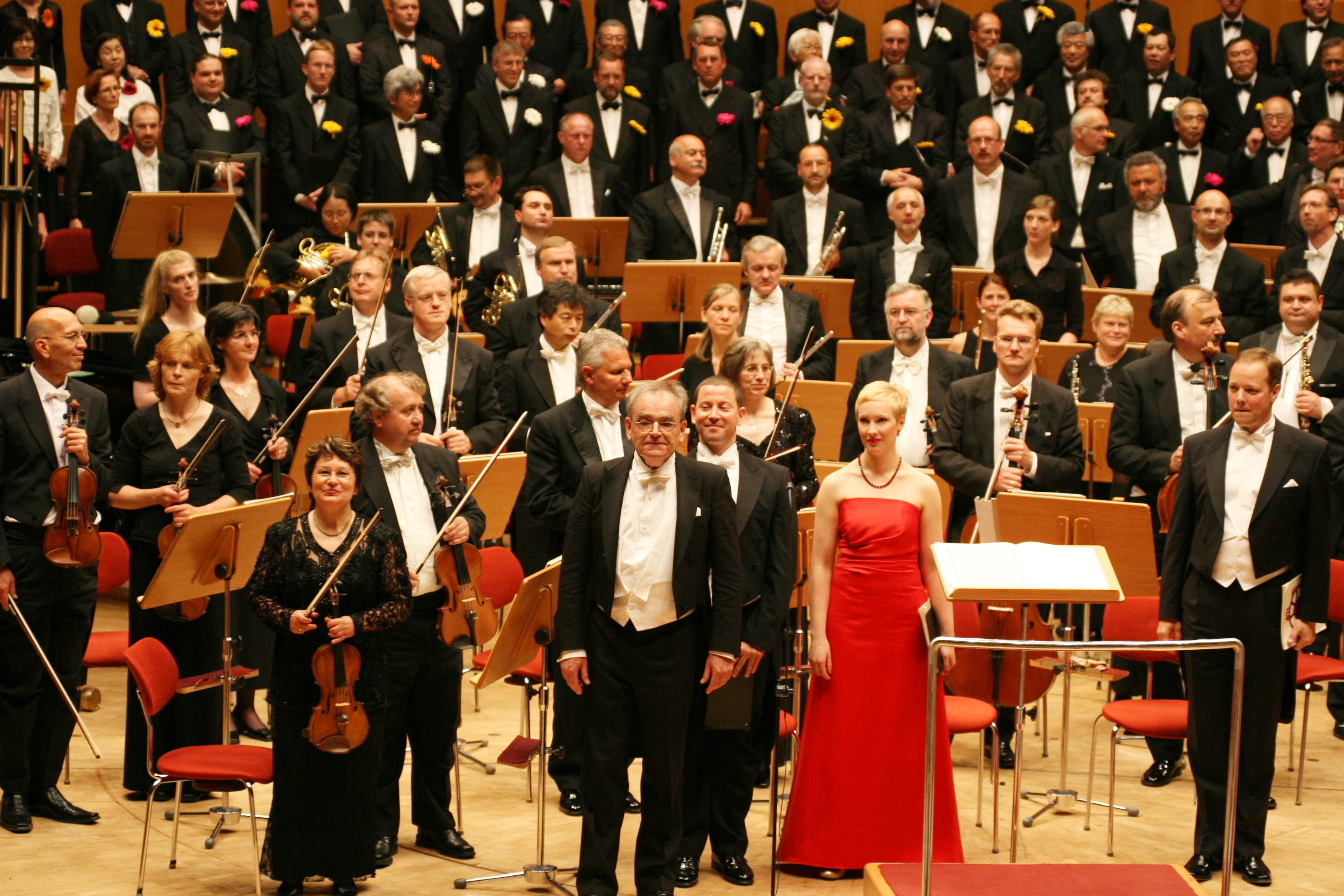
Horst Meinardus am 31. Mai 2008 in der Kölner Philharmonie

Meinardus war Dirigent des Philharmonischen Chores Köln von 1990 bis 2023. Von früher Jugend an ist er diesem Chor verbunden, zunächst als einfaches Mitglied, später als musikalischer Assistent von Philipp Röhl, der als Chorerzieher auch sein Lehrer an der Hochschule für Musik Köln war. Ab 1976 war Horst Meinardus zweiter Dirigent des Chores. Das von Röhl aufgebaute und gepflegte Repertoire des Philharmonischen Chores Köln erweiterte Meinardus durch Aufführungen u. a. von Bachs Johannes-Passion und Weihnachtsoratorium, Mendelssohns Elias, Orffs Carmina Burana und durch die Einstudierung eines Zyklus von Händel-Oratorien, die zum Händeljahr 1985 in Köln aufgeführt wurden und große Beachtung fanden. Mehrere Angebote namhafter Opernhäuser, auch aus dem Ausland, dort als Chordirektor zu arbeiten, hat Meinardus ausgeschlagen, um seine Arbeit mit dem Philharmonischen Chor Köln fortsetzen zu können.
Im Sommer 2000 dirigierte Meinardus auf Einladung der Tokyo Oratorio Society während eines dreiwöchigen Aufenthaltes drei Konzerte in Tokyo und Kawasaki mit dortigen Chören (Mozarts Requiem, Bachs Matthäus-Passion, Beethovens Chorfantasie und C-Dur-Messe, Rheinbergers Requiem b-moll). Weitere Einladungen nach Tokyo folgten in den Jahren 2003 und 2005 zu Gastdirigaten mit der Schöpfung von Joseph Haydn, dem Oratorium Paulus von Felix Mendelssohn Bartholdy, dem Stabat Mater von Antonín Dvořák, der Missa solemnis von Beethoven und dem War Requiem von Benjamin Britten.
Der Richard-Wagner-Verband ernannte Meinardus im Oktober 2001 zum Ehrenmitglied. März 2010 übernahm Meinardus zusätzlich die künstlerische Leitung des Chores der Bonner Bach-Gemeinschaft.